# 喬·帕特諾
喬·帕特諾（英語：Joe Paterno，1926年12月21日—2012年1月22日），有時被稱為JoePa，是美國大學美式足球運動員、運動總監和教練。他在1966年到2011年任宾夕法尼亚州立大学尼塔尼雄狮队的主教練。他执教时共取得409次胜利，是國家大學體育協會最多勝場的教練。
他在2011年10月29日取得了他的第409場胜利，但之後由於賓夕法尼亞州立大學於此發生兒童性虐待醜聞，他的教練生涯於2011年11月9日因被解僱而告終。
Paterno出生於紐約布魯克林。他上了布朗大學（Brown University），在那兒他既擔任四分衛又擔任角衛踢足球。他原本打算上法學院，但後來在1950年被聘為賓夕法尼亞州立大學的助理足球教練。大學教練里普·恩格爾（Rip Engle）說服了他這樣做，他接任賓夕法尼亞州立大學的總教練。1966年，Paterno被任命為Engle的繼任者。他很快在1968年和1969年執教球隊兩次不敗的常規賽。球隊在1982年和1986年贏得了兩次全國冠軍。帕特諾（Paterno）執教了五支不敗的球隊，贏得了主要的碗賽。2007年，他以教練的身份入選了大學橄欖球名人堂。在他的職業生涯中，他帶領Nittany Lions隊以24場胜利進入了37個碗比賽，同時拒絕了對國家橄欖球聯盟（NFL）教練的邀請，其中包括匹茲堡鋼人隊和新英格蘭愛國者隊。
2012年7月23日，作為懲罰兒童性虐待醜聞的一部分，NCAA撤銷他帶領宾州州立尼塔尼雄狮队從1998年至2011年間14個球季的所有勝場紀錄，並且對該隊開罰6000萬美元等。其後又恢複記錄。

## 早年生活
約瑟夫·文森特·帕特諾於1926年12月21日出生於紐約布魯克林，他是家庭主婦佛羅倫薩·拉薩爾·卡菲耶羅（Florence de LaSalle Cafiero）和法律書記安傑洛·拉斐特·帕特諾（Angelo Lafayette Paterno）的兒子。
1944年，帕特諾畢業於布魯克林預備學校。六個星期後，他在第二次世界大戰期間被徵召入伍。帕特諾在陸軍度過了一年，之後在1946年布朗大學開學之前及時退伍，當時他的學費由阿諾德支付。

## 球員生涯
在布朗，Paterno是Delta Kappa Epsilon兄弟會的成員（Upsilon章節）。他為熊隊打過四分衛和角衛，並與格雷格·帕克（Greg Parker）分享了職業生涯的攔截紀錄（14）。Paterno於1950年畢業於英語文學專業。

## 執教生涯
帕特諾已被波士頓大學法學院錄取，他計劃參加會議，然後決定去賓夕法尼亞州立大學執教。在聽完他的職業選擇後，他的父親問道：“看在上帝的份上，你上大學的目的是什麼？” 
帕特諾有一位海斯曼獎杯得主約翰·卡佩萊蒂，他於1973年獲得了該獎項。
帕特諾以他在比賽中的形象而著稱－厚實的眼鏡、捲起的便裝褲（他承認是為節省清潔費）、白襪子和布魯克林的講話。

### 比賽成就
帕特諾總共獲得18場NCAA冠軍。他在NCAA的總碗出場紀錄中保持了37場。
在2011年內陸碗比賽中失利之後，他有24場胜利，12場失利和1局的碗紀錄。帕特諾（Paterno）是第一位教練，以贏得至少四個主要碗（玫瑰，橙子，嘉年華和糖）以及“棉花碗經典賽”中的每一個而著稱。賓夕法尼亞州立大學（Pann State）在1970年至2009年的整個十年中，帕特諾（Paterno）執教的這四個十年中，每年至少贏得三場比賽。
帕特諾（Paterno）帶領賓夕法尼亞州立大學（Penn State）奪得兩個全國冠軍（1982和1986）和五個不敗，不打結的賽季（1968、1969、1973、1986和1994）。他的四支不敗球隊（1968、1969、1973和1994）贏得了主要的碗賽，但沒有獲得全國冠軍。
在Paterno的領導下，賓夕法尼亞州立大學贏得了“橙色碗”（1968、1969、1973和2005），“棉花碗”（1972和1974），福特嘉年華碗（1977、1980、1981、1986、1991和1996），“自由碗”（ 1979年），糖碗（1982年），阿羅哈碗（1983年），假日碗（1989年），柑橘碗（1993年和2010年），玫瑰碗（1994年），內陸碗（1995年，1998年和2006年）以及阿拉莫碗（1999和2007）。
賓夕法尼亞州立大學（Penn State）於1993年加入十大聯盟之後，帕特諾旗下的Nittany Lions隊三度（1994年，2005年和2008年）獲得十大聯盟冠軍。帕特諾在全國前10名中排名29。

## 之外

### 個人生活
他們有五個孩子：戴安娜，小約瑟夫·“傑伊”，玫琳凱、大衛和斯科特。

## 教練貢獻
在帕特諾領導下成為NFL或NCAA主教練的助理教練：
- 格雷格·加圖索（Greg Gattuso）：杜肯（1993-2004），奧爾巴尼（2014-現在）
- 格雷格·夏亞諾（Greg Schiano）：羅格斯（2001-2011，2020年至今），坦帕灣海盜（2012-2013）

## 文化
HBO電視電影教頭帕特諾：艾爾·帕西諾飾演角色

## 外部連結
- Penn State profile
- Joe Paterno在互联网电影资料库（IMDb）上的資料（英文）
- C-SPAN內的頁面（英文）
- WorldCat 聯合目錄中喬·帕特諾的著作或與之相關的著作
- 喬·帕特諾在《紐約時報》上的節選新聞及評論
- 在Find a Grave上的Joe Paterno